# Princess Arthur
『Princess Arthur』（プリンセス・アーサー）は、オトメイトから発売された女性向け恋愛アドベンチャーゲーム。2013年3月28日にPlayStation Portable版が発売され、2023年5月25日にNintendo Switch版が発売された。

## 登場人物
アル
主人公。
ランスロット
声 - 小野友樹

ガウェイン
声 - 谷山紀章

トリスタン
声 - 子安武人

ガラハッド
声 - 岡本信彦

モードレッド
声 - 細谷佳正

マーリン
声 - 置鮎龍太郎

ボールス
声 - 平川大輔

パーシヴァル
声 - 江口拓也

ケイ
声 - 興津和幸

メドラウト
声 - 杉山紀彰

エレイン
声 - 加藤英美里

マリー
声 - 大久保瑠美

リャナンシー
声 - 金元寿子

モルゴース
声 - 折笠愛

ギネヴィア
声 - 佐藤利奈
ニムエ
声 - 豊口めぐみ
ケット・シー
声 - 水口まつり

ルキウス・ティベリウス
声 - 星野貴紀

???
声 - 伊藤健太郎

## 主題歌
（全歌： love solfege（feat.真理絵））
オープニングテーマ「line of derivation」
作詞 - 紺野比奈子 / 作曲 - 松本慎一郎
エンディングテーマ「永遠への誓い」
作詞 - 葉月ゆら /作曲 - 松本慎一郎

## 備考
- オトメイトのソーシャルゲーム『セフィロト〜時の世界樹〜』に本作品のキャラクターカードが登場している。